# ۸۴۱ (میلادی)
۸۴۱ (میلادی) هشتصد و چهل و یکمین سال تقویم میلادی است.

## درگذشتگان
‎